# Krásnice
Krásnice (německy Krasnitz), v historii též Chrástnice nebo Chrasnice, je malá vesnice, v současnosti část obce Praskačka v okrese Hradec Králové. Nachází se asi 3,5 km na jih od Praskačky. V roce 2009 zde bylo evidováno 34 adres. V roce 2001 zde trvale žilo 61 obyvatel.
Krásnice je také název katastrálního území o rozloze 1,88 km². V katastrálním území Krásnice leží i Žižkovec.

## Historie

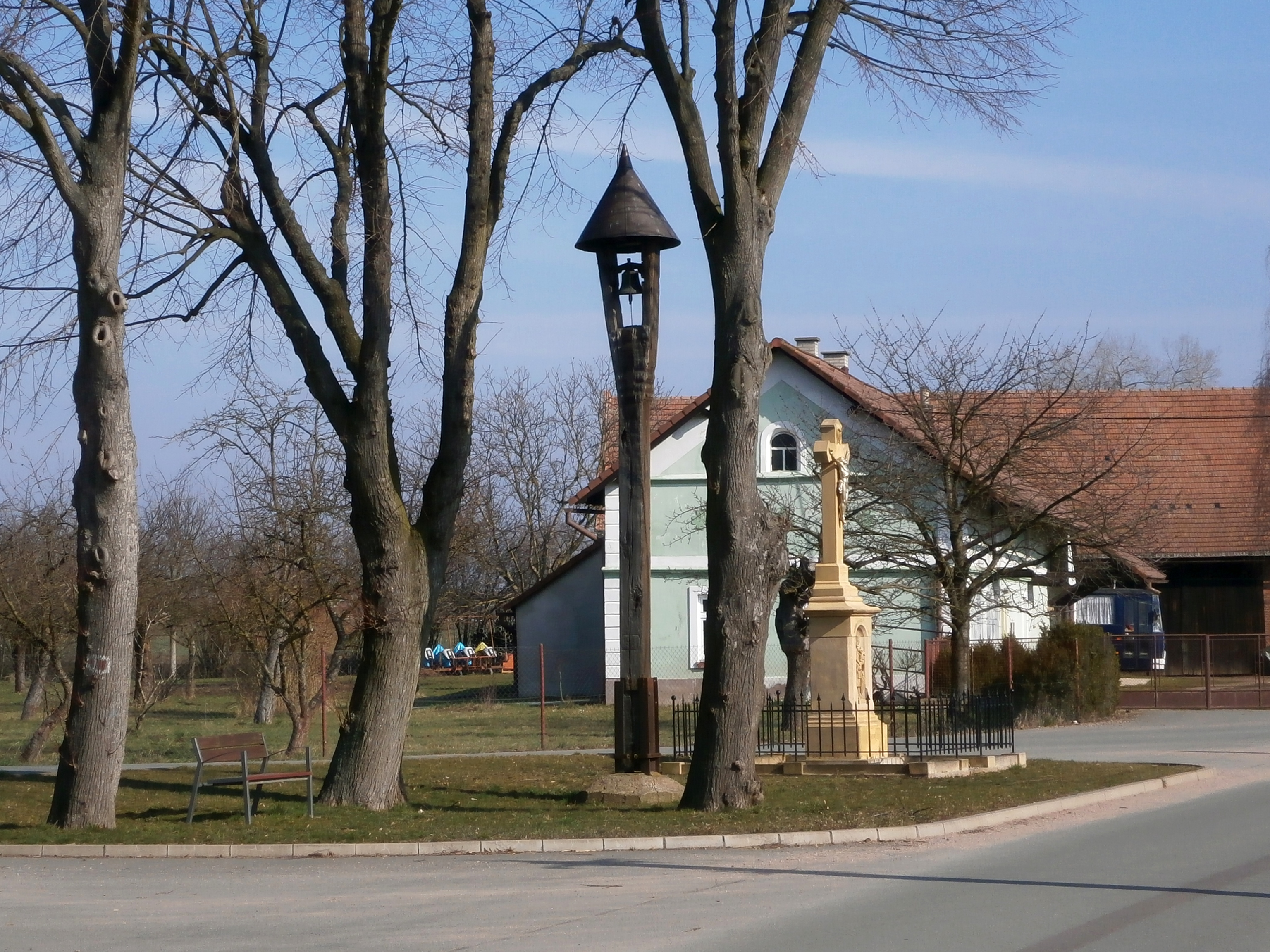
Zvonička a kříž v Krásnici

Vesnice byla pravděpodobně založena ve 12. století klášterem benediktinů v Opatovicích. Roku 1421 po vyplenění kláštera vojskem husitů pod vedením Diviše Bořka z Miletínka a Alše z Rýzmburka si velitelé jejich území rozdělili tak, že Krásnice připadla Divišovi. V polovině 15. století ji získal Jiřík z Poděbrad a připojil ji k panství Kunětická hora. První písemná zpráva o Krásnici je ze dne 5. dubna 1465; v ní Jiří z Poděbrad předává vládu nad panstvím Pardubice s bývalými klášterními vesnic emi svým synům Viktorinovi, Jindřichovi a Hynkovi z Minstrberka. Roku 1472 převzal tuto ves Jindřich a roku 1491 ji prodal městu Hradec Králové. Hradeckým bylo roku 1547 zboží za účast ve stavovském povstání zkonfiskováno a od císaře Ferdinanda I. tuto ves získal Jan z Pernštejna. Dalším majitelem byl hradecký soudce Jindřich Nejedlý z Vysoké a od konce 17. století Strakové z Nedabylic a Libčan. Jan Petr Straka z Nedabylic (1645-1720) ve svém testamentu z roku 1710 ustavil založení vojenského učiliště pro zchudlé šlechtice, tzv. Strakovy akademie v Praze a dal tomuto ústavu připsat své zboží včetně vsi Krásnice. Tehdy se ves označovala Chrasnice nebo Chrástnice. Až do zrušení nevolnictví v roce 1848 byli poddaní z Krásnice podřízeni panství Libčany.
Od roku 1868 obec patřila okresu Hradec Králové. V roce 1886 zboží zakoupil hrabě Jan Nepomuk z Harrachu.